# ديوي سيجورا
ديوي سيجورا (بالإنجليزية: Dewey Segura)‏ هو موسيقي أمريكي، (ولد في ديلكامبري في الولايات المتحدة 1902  م).

## وصلات خارجية
- ديوي سيجورا على موقع ميوزك برينز (الإنجليزية)
- ديوي سيجورا على موقع ديسكوغز (الإنجليزية)